# Presbistus carunculifer
Presbistus carunculifer är en insektsart som beskrevs av Bragg 200. Presbistus carunculifer ingår i släktet Presbistus och familjen Aschiphasmatidae. Inga underarter finns listade i Catalogue of Life.